# عودة مواطن (فلم)
عودة مواطن (بالإنجليزية: Return of a Citizen) هو فيلم دراما تم إنتاجه في مصر وصدر في سنة 1986. الفيلم من إخراج محمد خان.

## روابط خارجية
- مقالات تستعمل روابط فنية بلا صلة مع ويكي بيانات